# シャムス太陽熱発電所
シャムス太陽熱発電所（アラビア語: شمس）は、アラブ首長国連邦に設置されている、太陽光を主な熱源として利用する発電所である。ただし、2013年3月現在稼動中の1号機の発電機については、補助の熱源として天然ガスの燃焼を利用できるようにもなっている。なお、当施設は首都のアブダビから南に約120 kmのルブアルハリ沙漠が広がっている付近に存在する。

## 施設

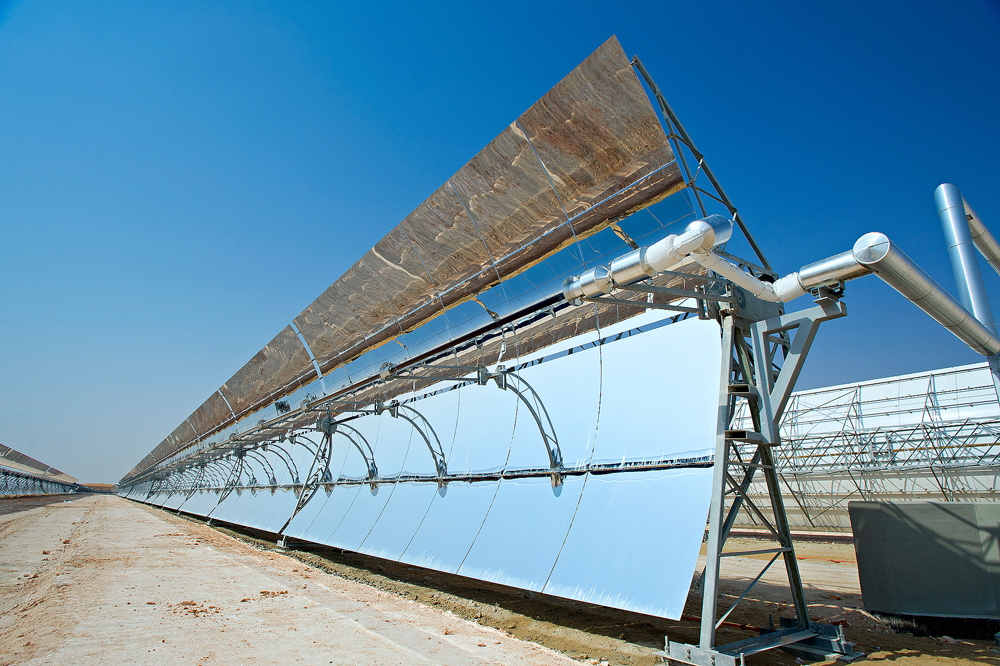
シャムス太陽熱発電所。

### 1号機
シャムス太陽熱発電所の1号機の敷地面積は約2.5 km2で

、パラボラトラフ式集光器を用いており

、その集光面積は合計で627,840 m2である

。
これによって最高で400 ℃の温度を得ることができる

。
これよって加熱した水蒸気で蒸気タービンを回すことによって

、汽力発電を行っている。その出力は100 MWである
  
。なお、復水器は空冷方式で廃熱するものを用いている

。
このような1号機を稼動することによって、年間175,000 tの二酸化炭素の排出を減少させられると見積もられている

。
ただし、1号機は天然ガスの燃焼を利用したボイラーを補助の熱源として利用できるようにもなっている

。

### 増設計画
いずれ2号機や3号機の増設を行う計画も存在する

。

## 歴史

### 計画
シャムス太陽熱発電所の建設計画はShams Power Companyによって進められた。
また、スペインのアベンゴア・ソラール社なども協力した。
シャムス太陽熱発電所は、中東では初めての太陽熱発電所として計画された

。
また、パラボラトラフ式の太陽熱発電所としては、計画段階において世界最大規模になる予定だった

。
建設に当たっては、約600万アメリカ合衆国ドルが融資された

。
この資金は、地元の金融機関だけでなく、国際的な金融機関も含めた10の企業が融資した

。
なお、計画段階において、シャムス太陽熱発電所の1号機は2013年のなるべく早期に開業させる予定であり、
ゆくゆくは2号機や3号機も建設する計画を立てていた

。

### 建設
シャムス太陽熱発電所の1号機は2010年7月に建設が開始された。
しかし、2010年10月に、ルブアルハリ沙漠から飛散してくる砂埃の影響で、
当初の計画で予定されていた集光器の設置数では充分な太陽光を集められないことが判明し、
より多くの集光器を設置する必要に迫られた

。
このようなことがあったものの、シャムス太陽熱発電所の1号機は、ほぼ計画通りの2013年3月17日に運転が開始された

。